# Michael Palin
Michael Edward Palin (n. 5 mai 1943, Broomhill & Sharrow Vale⁠(d), Anglia, Regatul Unit) este un comic, actor, scriitor și prezentator TV englez, cunoscut în special pentru activitatea sa în cadrul grupului umoristic Monty Python și pentru documentarele sale de călătorii.

## Viață și carieră
Palin s-a născut în Broomhill, Sheffield, South Yorkshire. Tatăl său a fost un inginer care lucra la o firmă de metalurgie. Și-a început educația la școala Birkdale, trecând apoi la Shrewsbury. Pe când avea cinci ani a avut prima experiență ca actor, interpretând-o pe Martha Cratchit în reprezentarea școlii a operei lui Charles Dickens A Christmas Carol („O felicitare de Crăciun”). La zece ani Palin, interesat de actorie, a ținut un monolog comic și a citit o piesă de Shakespeare mamei sale, interpretând toate rolurile. În 1962 a început să studieze istorie modernă la Brasenose College, Oxford. Alături de colegul său Robert Hewison a compus și interpretat pentru prima oară material comic, reprezentat la petrecerea de Crăciun a universității. Terry Jones, de asemenea student la Oxford, a vizionat spectacolul, și s-a decis să scrie împreună cu Hewison și Palin. În același an Palin s-a înscris în Brightside and Carbrook Co-Operative Society Players, și a devenit cunoscut pentru prima dată atunci când a câștigat un premiu de actorie la un festival de dramă Co-Op. A participat de asemenea la Oxford Revue, alături de Terry Jones.
În 1966 s-a căsătorit cu Helen Gibbins, pe care o cunoscuse în 1959, cu ocazia unei vacanțe în Suffolk - județul în care s-a întors în anii recenți pentru a se stabili. Această întâlnire a servit drept inspirație pentru piesa lui Palin East of Ipswich. Cei doi au trei copii, și cel puțin un nepot. Pe când era încă un bebeluș, fiul său William a avut o apariție fulger în Monty Python and the Holy Grail, interpretându-l pe Sir Not-appearing-in-this-film („Sir Nu-apare-în-acest-film”).
După ce a terminat facultatea, în 1965, Palin a ajuns prezentatorul unui pop show comic, intitulat Now!, transmis de „Television Wales and the West”. În același timp Palin a fost contactat de Jones, care terminase universitatea cu un an înainte, pentru a-l ajuta la un documentar teatral având ca temă sexul de-a lungul epocilor. Deși acest proiect a fost până la urmă abandonat, i-a adus pe Palin și pe Jones împreună ca duo creativ, și cei doi au ajuns să compună scenarii comice pentru emisiuni BBC precum The Ken Dodd Show, The Billy Cotton Bandshow, sau The Illustrated Weekly Hudd. Au făcut parte de asemenea din echipa de scenariști ai The Frost Report, alături de Frank Muir, Barry Cryer, Marty Feldman, Ronnie Barker, Ronnie Corbett, Dick Vosburgh, și viitorii membri ai lui Monty Python Graham Chapman, John Cleese și Eric Idle. Deși membrii Monty Python se cunoscuseră deja, The Frost Report a fost prima ocazie în care toți membrii britanici ai grupului (Terry Gilliam era american) au lucrat împreună. În timpul difuzării The Frost Report, cuplul Palin/Jones a contribuit cu material la două emisiuni prezentate de John Bird : The Late Show și A series of Bird's. Pentru A series of Bird's echipa Palin/Jones a trebuit pentru prima dată să compună o narațiune, în locul sketchurilor scurte cu care erau obișnuiți.
După The Frost Report echipa Palin/Jones a lucrat în calitate de actori și scenariști la showul Twice a fortnight, alături de Graeme Garden, Bill Oddie și Jonathan Lynn, precum și la showul comic pentru copii (care până la urmă a ajuns să fie vizionat și de adulți) Do Not Adjust Your Set, alături de Idle și David Jason. Animațiile pentru Do Not Adjust Your Set au fost opera lui Terry Gilliam, recomandat de Cleese, care pentru prima dată a lucrat alături de Palin și Jones. Dornic de a lucra cu Palin, fără Jones, Cleese l-a rugat pe acesta să colaboreze la How to Irritate People, împreună cu Graham Chapman și Tim Brooke-Taylor. Echipa Palin/Jones s-a reunit pentru The Complete and Utter History of Britain.
În această perioadă Cleese l-a contactat pe Palin privind spectacolul ce avea să devină Monty Python's Flying Circus. Mulțumită contribuției lor la The Frost Report și alte emisiuni, lui Chapman și Cleese li s-a oferit un spectacol de către BBC, dar Cleese avea dubii privind un two-man show din mai multe motive, printre care personalitatea dificilă a lui Chapman. În același timp succesul de la Do Not Adjust Your Set a avut drept rezultat oferta primită de Palin, Jones, Idle, și Gilliam de a avea proprie emisiune, și, pe când se aflau încă în pregătiri, Palin a acceptat propunerea lui Cleese și i-a adus și pe Idle, Jones, și Gilliam. Astfel formarea grupului „Monty Python” a fost considerată rezultatul dorinței lui Cleese de a lucra alături de Palin, și al hazardului.

## Monty Python
În Monty Python, Palin a avut mai multe roluri, variind de la entuziasm maniacal (precum tăietorul de lemne din cântecul respectiv) la calm imperturbabil (precum vânzătorul din „Papagalul mort”, proprietarul magazinului de brânză, sau funcționarul poștal). Ca om cinstit a fost adeseori ținta mâniei crescânde a personajelor interpretate de John Cleese.
Palin a scris de multe ori în colaborare cu Terry Jones, inclusiv „Cântecul tăietorului de lemne” și Spam. Unele sketchuri au fost scrise de Palin singur (sau începute de el), precum „Inchiziția spaniolă”, care a făcut populară fraza „Nimeni nu se așteaptă la Inchiziția spaniolă !”.
Aceste sketchuri abordează situații din viața de zi cu zi : conversație banală într-un salon; cinatul în oraș; și introduc un element neașteptat : cardinali ai Inchiziției spaniole; un om incredibil de obez, cu numele improbabil de Creosote. De acolo, Palin și Jones încep să elaboreze asupra mediului nou creat, ducându-l la extreme logice sau ilogice : ospătarul îi oferă mâncare domnului Creosote până acesta explodează, acoperindu-i pe clienți cu intestine; sau cardinalii încearcă să tortureze o bătrânică cu perne moi și scaune confortabile.

## Filmografie
- 1979 — Monty Python’s Life of Brian
- 1988 — Un peștișor pe nume Wanda

## Legături externe
- Michael Palin la Internet Movie Database
- Monthy Python website